# Bohumil Jelínek
Bohumil Jelínek (? – 1950) byl český fotbalista, útočník. Jeho bratrem byl fotbalista Vladislav Jelínek.

## Fotbalová kariéra
Hrál v předligové za SK Smíchov. Vítěz Poháru dobročinnosti 1906 a 1907, finalista 1909 a 1910. V reprezentaci nastoupil v letech 1906–1907 ve dvou utkáních proti Maďarsku a dal 1 gól.